# Pseudozarba semicolor
Pseudozarba semicolor là một loài bướm đêm trong họ Noctuidae.